# 匈牙利公國
匈牙利公國（匈牙利語：Magyar Fejedelemség）或匈牙利大公國（匈牙利語：Magyar Nagyfejedelemség），是有紀錄以來遊牧民族馬扎爾人在潘諾尼亞平原成立的首個國家，大約於895年或896年建立。其中在9世紀，阿爾帕德大公率領馬扎爾人征服潘諾尼亞平原，並統一馬扎爾部落。阿爾帕德大公有效統治與領導與自己結盟的部落，並使當地成為掠奪者和傭兵的基地，而匈牙利公國也成為潘諾尼亞平原地區第一個國家政體，
匈牙利公國的範圍大體涵蓋阿爾帕德王朝匈牙利大公的統治領土。但是在阿爾帕德大公逝世後，各部落酋長開始獨立行事。其後數十年來，該地區一直是西歐和中歐諸多戰役的起源。直到955年，隨著匈牙利公國在第二次萊希菲爾德之戰戰敗，馬扎爾人不再成為威脅，並開始改信基督教與安定下來。1000年，隨著伊什特万一世加冕成為第一位國王，匈牙利王國宣告成立。